# Дом Инвалидов (Ульяновская область)
Дом Инвалидов — упразднённый посёлок в Базарносызганском районе Ульяновской области России. Входил в состав Краснососенского сельского поселения.

## География
Посёлок находится в западной части Ульяновской области, в лесостепной зоне, в пределах Приволжской возвышенности, на правом берегу реки Ардовать, на расстоянии примерно 5 километров (по прямой) к северо-западу от села Красная Сосна.

## История
Исключен из учётных данных в 2002 году постановлением заксобрания Ульяновской области от 10.12.2002 г. № 066-ЗО. Фактически включен в состав посёлка Дальнее Поле.

## Население
Согласно переписи 2002 года в посёлке отсутствовало постоянное население